# Örevatten (Ucklums socken, Bohuslän)
Örevatten är en sjö i Stenungsunds kommun i Bohuslän och ingår i Göta älv-Bäveåns kustområde. Sjön är 7 meter djup, har en yta på 0,054 kvadratkilometer och befinner sig 107 meter över havet.